# 石鼓镇 (宝鸡市)
石鼓镇，是中华人民共和国陕西省宝鸡市渭滨区下辖的一个乡镇级行政单位。

## 行政区划
石鼓镇下辖以下地区：
石坝河村、庙沟村、沙家湾村、李家槽村、陈家堡村、甘沟村、高家河村、窑院村、孙家庄村、王家河村、赵家庄村、相家庄村、刘家村、党家村、张家沟村、石嘴头村和中岩山村。